# 福島市立平野中学校
福島市立平野中学校（ふくしましりつ ひらの ちゅうがっこう）は、福島県福島市にある公立中学校である。

## 概要
福島市北部、飯坂地区の南部を通学区域とし、福島県道3号福島飯坂線にほど近い田畑に囲まれた場所に位置する。2020年5月1日現在、11学級232名の児童が在籍する。校章は白色5弁の梨の花と平野の文字で形作られた三角山を表しており、梨の花は清純を、三角山は郷土を意味する。

## 沿革
- 1947年
  - 4月 - 学校教育法が施行され信夫郡平野村立平野中学校として創立する。
- 1955年
  - 3月31日 - 平野村が合併により飯坂町となるに伴い、飯坂町立平野中学校となる。
  - 10月7日 - 校章が制定される。
- 1964年
  - 1月 - 飯坂町が福島市に編入されたことにより福島市立平野中学校となる。
- 1979年
  - 8月30日 - 屋内運動場（建築面積757平米）が竣工する。
  - 9月27日 - RC造三階建（建築面積2267平米）の校舎が竣工する。
  - 10月15日 - 現在地に移転開校し、新築祝賀会が行われる。
- 1980年
  - 1月30日 - RC造三階建≪建築面積757平米）の校舎が竣工する。
  - 7月5日 - 水泳プール(25m×14m 7コース）が竣工する。
- 1985年
  - 2月28日 - RC造三階建（建築面積1110平米）の校舎が竣工する。
- 1986年
  - 12月15日 - 屋内運動場（建築面積405平米）が竣工する。

## 教育方針
教育目標
- 自学　敬愛　忍耐

## 学校行事
| - 4月 - 5月 - 6月 | - 7月 - 8月 - 9月 | - 10月 - 11月 - 12月 | - 1月 - 2月 - 3月 |

## 通学区域[2]
- 飯坂地区
  - 飯坂町平野（福島市立大鳥中学校通学区域を除く）
- 北信地区
  - 南矢野目（字地蔵田、地蔵田前、番城前、中道、舘野、三角田）

## 進学前小学校[3]
- 福島市立平野小学校

## 学区内の主な施設
- 福島交通飯坂線
  - 平野駅
  - 医王寺前駅
- 東北自動車道福島飯坂インターチェンジ
- 国道13号
- 福島県道3号福島飯坂線
- 福島県警察福島北警察署
- ヨークベニマル平野店

## 交通
- 福島交通飯坂線平野駅より徒歩約5分[4]。